# Ahn Jung-hwan
Ahn Jung-Hwan (Hangul: 안정환; sinh ngày 27 tháng 1 năm 1976 tại Paju, Gyeonggi) là một cựu cầu thủ bóng đá người Hàn Quốc nổi tiếng với việc ghi bàn thắng vàng cho đội tuyển Hàn Quốc trong trận gặp Ý tại vòng hai World Cup 2002 đồng thời đưa tuyển Hàn tiến vào tứ kết.
Vào thời gian đó, Ahn đang được câu lạc bộ thuộc Giải hạng nhì bóng đá Ý Perugia mượn, tuy nhiên cú đánh đầu của anh vào những phút bù giờ đã khiến cho đội tuyển từng ba lần vô địch phải chia tay World Cup. Ngay hôm sau, chủ tịch của Perugia lúc bấy giờ là Luciano Gaucci đã hủy hợp đồng của anh và tuyên bố trước báo giới rằng: "Tôi không có ý định trả lương cho ai đó đã phá hoại nền bóng đá Ý".
Perugia sau đó rút lại lời nói này, và đề nghị một bản hợp đồng công khai với Ahn. Nhưng Ahn đã từ chối, anh nói rằng "Tôi sẽ không bao giờ bàn đến việc chuyển nhượng của tôi đến Perugia, câu lạc bộ đã xúc phạm tôi thay vì chúc mừng tôi vì bàn thắng tại World Cup".
Ahn sau đó cố gắng đến một câu lạc bộ khác ở châu Âu nhưng không thành công, anh trở lại châu Á, gia nhập J. League với đội Shimizu S-Pulse. Sau một mùa bóng, anh chuyển tới một câu lạc bộ khác cũng của J. League là Yokohama F Marinos. Sau thời gian thành công này ở Nhật, anh quay lại châu Âu để chơi cho câu lạc bộ FC Metz của Pháp vào tháng 7 năm 2005.
Trước khi chuyển đến châu Âu, Ahn đã chơi ở K-League cho câu lạc bộ Daewoo Royals, đội bóng này sau đó đổi tên thành Busan I'Park.
Vào ngày 16 tháng 1 năm 2006 Ahn được mời tập luyện tại Blackburn Rovers nhưng cả hai lần đều không xuất hiện.
Vào tháng 2 năm 2006, anh ký hợp đồng 17 tháng với MSV Duisburg của Đức. Tuy nhiên, câu lạc bộ này bị xuống hạng Bundesliga và Ahn thất bại trong việc chuyển tới Hearts của SPL và thêm vài câu lạc bộ tại châu Âu khác. Anh sau đó được MSV giải phóng hợp đồng.
Năm 2006, do Ahn không thể tìm được một câu lạc bộ phù hợp ở châu Âu nên anh đã quay trở lại, lần này là Suwon Samsung Bluewings với hợp đồng 1 năm bắt đầu từ tháng 1 năm 2007.
Ahn kết hôn với cựu Hoa hậu Hàn Quốc, Lee Hye-Won. Họ có một con gái sinh vào tháng 4 năm 2004.
Ngày 31 tháng 1 năm 2012, Ahn Jung-hwan chính thức giã từ sự nghiệp thi đấu quốc tế.

## Thống kê sự nghiệp
| #  | Ngày                 | Địa điểm                                          | Đối thủ           | Bàn thắng | Kết quả      | Giải đấu                         |
| -- | -------------------- | ------------------------------------------------- | ----------------- | --------- | ------------ | -------------------------------- |
| 1  | 12 tháng 6 năm 1999  | Sân vận động Olympic Seoul, Seoul, Hàn Quốc       | México            | 1–1       | 1–1          | Korea Cup 1999                   |
| 2  | 20 tháng 12 năm 2000 | Sân vận động Quốc gia, Tokyo, Nhật Bản            | Nhật Bản          | 1–0       | 1–1          | Giao hữu                         |
| 3  | 16 tháng 5 năm 2002  | Sân vận động chính Asiad Busan, Busan, Hàn Quốc   | Scotland          | 2–0       | 4–1          | Giao hữu                         |
| 4  | 16 tháng 5 năm 2002  | Sân vận động chính Asiad Busan, Busan, Hàn Quốc   | Scotland          | 4–1       | 4–1          | Giao hữu                         |
| 5  | 10 tháng 6 năm 2002  | Sân vận động World Cup Daegu, Daegu, Hàn Quốc     | Hoa Kỳ            | 1–1       | 1–1          | World Cup 2002                   |
| 6  | 18 tháng 6 năm 2002  | Sân vận động World Cup Daejeon, Daejeon, Hàn Quốc | Ý                 | 2–1       | 2–1 (s.h.p.) | World Cup 2002                   |
| 7  | 20 tháng 11 năm 2002 | Sân vận động World Cup Seoul, Seoul, Hàn Quốc     | Brasil            | 2–1       | 2–3          | Giao hữu                         |
| 8  | 31 tháng 5 năm 2003  | Sân vận động Quốc gia, Tokyo, Nhật Bản            | Nhật Bản          | 1–0       | 1–0          | Giao hữu                         |
| 9  | 4 tháng 12 năm 2003  | Sân vận động Quốc gia, Tokyo, Nhật Bản            | Hồng Kông         | 3–1       | 3–1          | Giải vô địch bóng đá Đông Á 2003 |
| 10 | 14 tháng 2 năm 2004  | Sân vận động bóng đá Ulsan Munsu, Ulsan, Hàn Quốc | Oman              | 3–0       | 5–0          | Giao hữu                         |
| 11 | 14 tháng 2 năm 2004  | Sân vận động bóng đá Ulsan Munsu, Ulsan, Hàn Quốc | Oman              | 4–0       | 5–0          | Giao hữu                         |
| 12 | 9 tháng 6 năm 2004   | Sân vận động World Cup Daejeon, Daejeon, Hàn Quốc | Việt Nam          | 1–0       | 2–0          | Vòng loại World Cup 2006         |
| 13 | 23 tháng 7 năm 2004  | Trung tâm Thể thao Sơn Đông, Tế Nam, Trung Quốc   | UAE               | 2–0       | 2–0          | Asian Cup 2004                   |
| 14 | 27 tháng 7 năm 2004  | Trung tâm Thể thao Sơn Đông, Tế Nam, Trung Quốc   | Kuwait            | 4–0       | 4–0          | Asian Cup 2004                   |
| 15 | 12 tháng 11 năm 2005 | Sân vận động World Cup Seoul, Seoul, Hàn Quốc     | Thụy Điển         | 1–0       | 2–2          | Giao hữu                         |
| 16 | 13 tháng 6 năm 2006  | Waldstadion, Frankfurt am Main, Đức               | Togo              | 2–1       | 2–1          | World Cup 2006                   |
| 17 | 16 tháng 8 năm 2006  | Sân vận động bóng đá Trung Sơn, Đài Bắc, Đài Loan | Đài Bắc Trung Hoa | 1–0       | 3–0          | Vòng loại Asian Cup 2007         |